# Avogadro
Avogadro（アヴォガドロ）は、計算化学、分子モデリング、バイオインフォマティクス、材料科学および関連分野におけるクロスプラットフォーム使用のために設計された分子エディタである。Avogadroはプラグインによって拡張可能である。

## 特徴

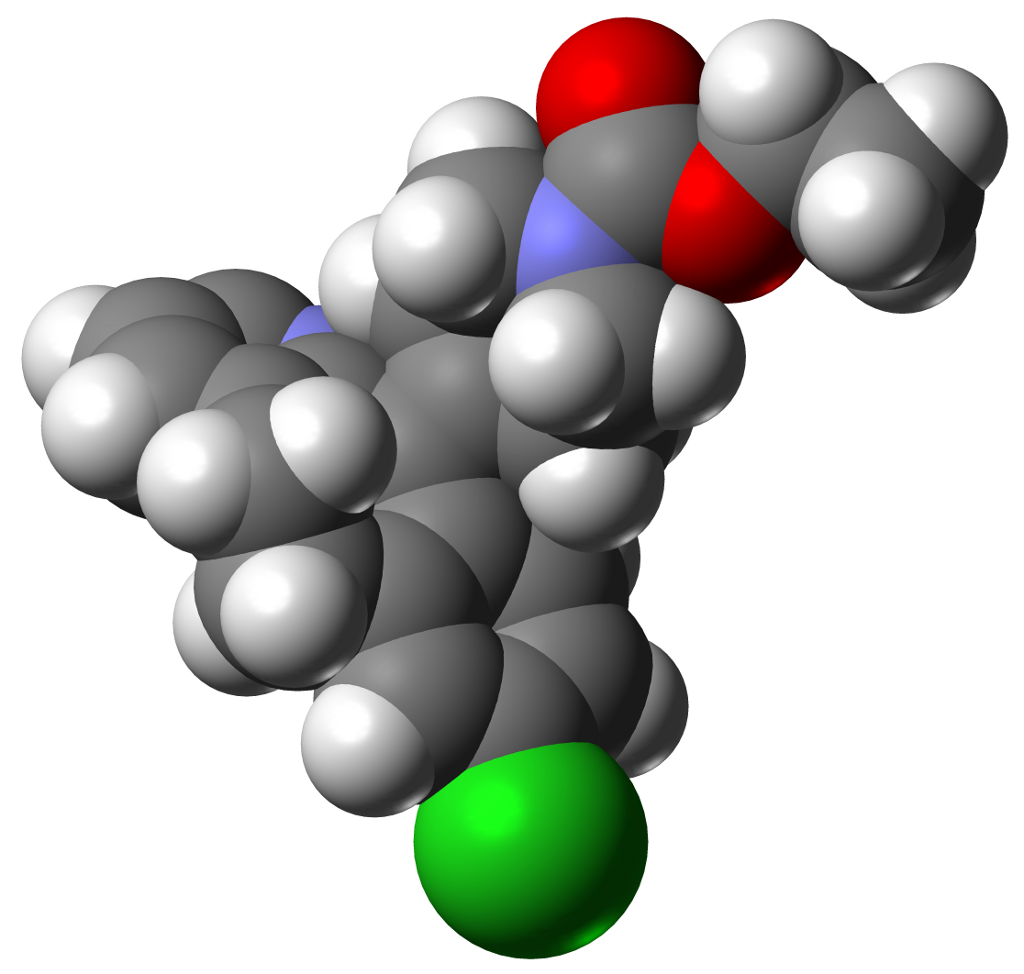
Avogadroで作成したロラタジンの空間充填モデル。

- Windows、Linux、Mac OS Xで利用可能な分子構築/エディタ
- 全ソースコードはGNU GPLで入手可能
- 中国語、フランス語、ドイツ語、イタリア語、ロシア語、スペイン語に翻訳されている
- マルチスレッドレンダリングおよびコンピュテーション（英語版）をサポート
- 開発者のためのレンダリング、インタラクティブツール、コマンド、Pythonスクリプトを含むプラグイン構造
- OpenBabelによるファイル読み込みと、複数の計算化学パッケージ、結晶構造解析、生体高分子のためのインプットファイルの生成